# Ablon-sur-Seine

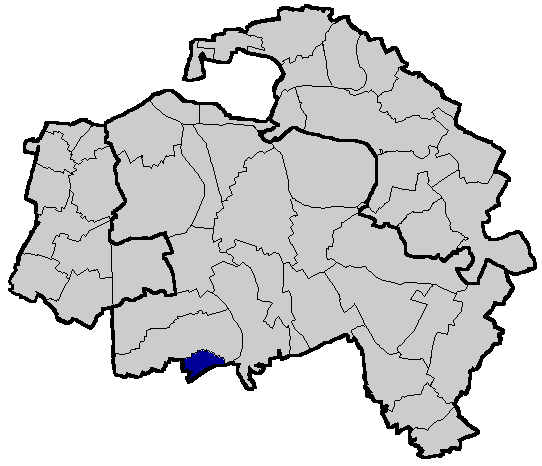
Localització d'Ablon-sur-Seine a la Val-de-Marne

Ablon-sur-Seine és un municipi francès, situat al departament de Val-de-Marne i a la regió de l'Illa de França.
Forma part del cantó d'Orly i del districte de Créteil. I des del 2016, de la divisió Grand-Orly Seine Bièvre de la Metròpoli del Gran París.